# General-von-Seidel-Kaserne
Die General-von-Seidel-Kaserne war eine Kaserne in Trier. Sie wurde in den Jahren 1952/53 erbaut und trägt den Namen von Hans-Georg von Seidel, Luftwaffenoffizier und General der Flieger im Zweiten Weltkrieg. Sie lag im Stadtteil Trier-West/Euren zwischen der Luxemburger-, der Gottbillstraße und der Trierer Weststrecke.

## Geschichte
Die Kaserne wurde auf der damals noch unbebauten Eurener Flur errichtet. Nach Abschluss der Bauarbeiten im April 1953 richtete man dort das Hauptquartier der 4. Alliierten Taktischen Luftflotte (HQFOURATAF) der NATO ein. Das HQ 4. ATAF blieb dort bis 1959 und wurde nach Ramstein, bei Kaiserslautern, verlegt. Dem folgte am 25. Februar 1959 bis zum 12. Januar 1972 das Luftwaffenversorgungsregiment 4 (LwVersRgt 4) der Bundeswehr. Ab 1965 kam der Fernmeldebereich 70 (FmBer 70) in Teilen der Kaserne unter. Dieser wurde später, im Rahmen von Strukturmaßnahmen der Bundeswehr, in Fernmeldebereich 92 (FmBer 92) umbenannt. Durch Um- und Erweiterungsbaumaßnahmen vergrößerte sich das Areal erheblich in Richtung Bahntrasse. Mit dem Ende des Kalten Krieges zog die Bundeswehr nach und nach ihre Einheiten aus der General-Seidel-Kaserne ab. Nach Abzug der letzten Einheit am 30. März 2012 wurde die Kaserne zum Konversionsgelände.
Die Aufnahmeeinrichtung für Asylbegehrende (AfA) des Landes Rheinland-Pfalz in Trier hat im Februar 2014 in einem Gebäude der ehemaligen General-von-Seidel-Kaserne eine weitere Außenstelle für 150 Asylbewerber in Betrieb genommen. In der Kaserne sollten nur allein reisende männliche Asylbewerber untergebracht werden, die in der Regel nach einem Aufenthalt von sechs Wochen in ein anderes Wohnheim in Rheinland-Pfalz verlegt werden sollten. Anfang 2015 beherbergte die General-von-Seidel-Kaserne bereits 800 Flüchtlinge, die aus Platzmangel teils in Zelten untergebracht werden mussten.
Seit der Schließung der Aufnahmeeinrichtung stand die Kaserne leer. Im Oktober 2020 erfolgte ein Grundsatzbeschluss des Rates der Stadt Trier zur Entwicklung der Flächen. Der Abriss von 27 Gebäuden wurde beschlossen, 5 Gebäude sollen erhalten bleiben. Im Februar 2021 wurde mit dem Abriss der Kasernengebäude begonnen.
Die Stadtverwaltung plant auf dem ehemaligen Kasernengelände die Errichtung eines modernen Gewerbequartiers für Handwerks- und Dienstleistungsunternehmen.

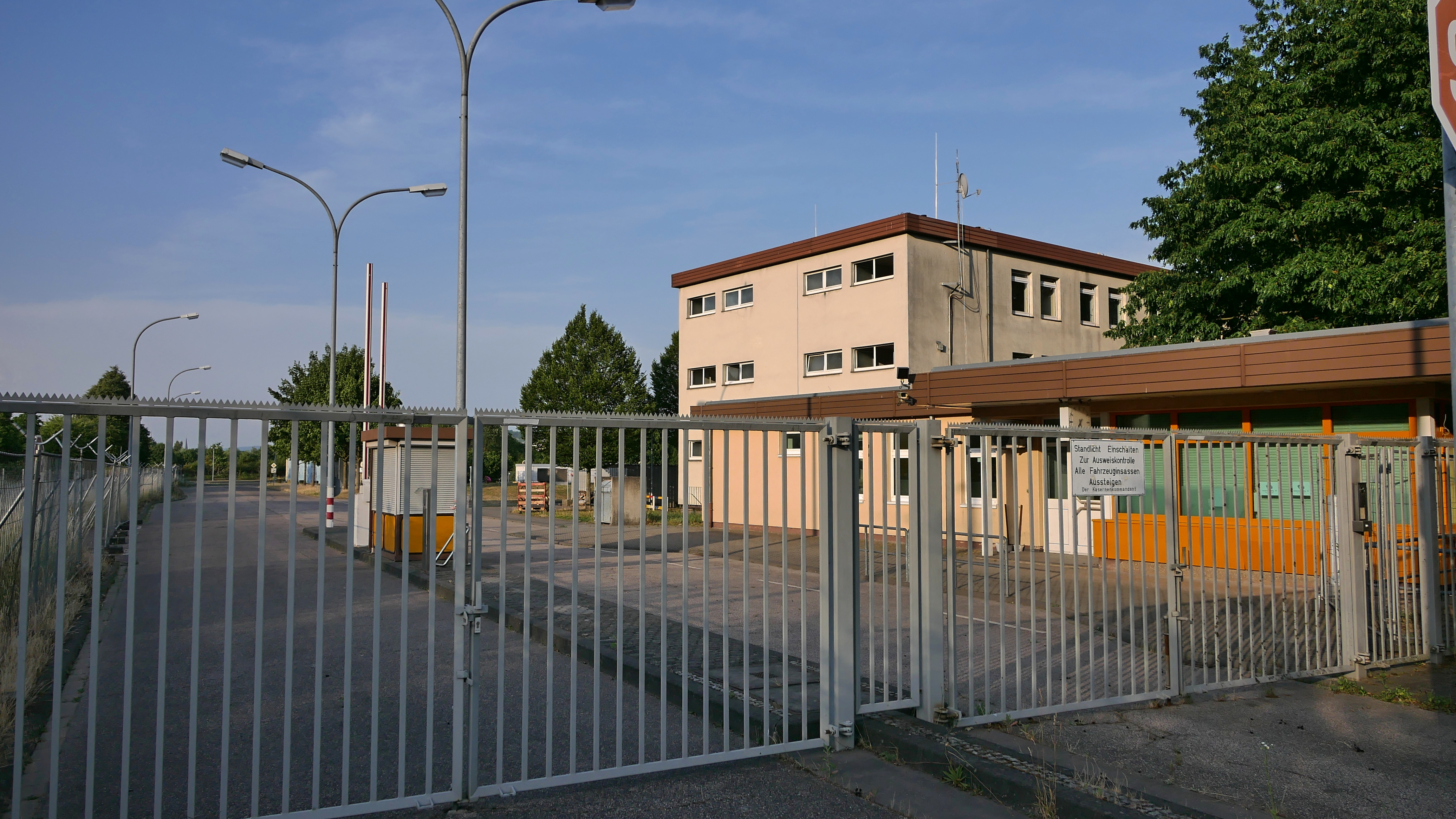
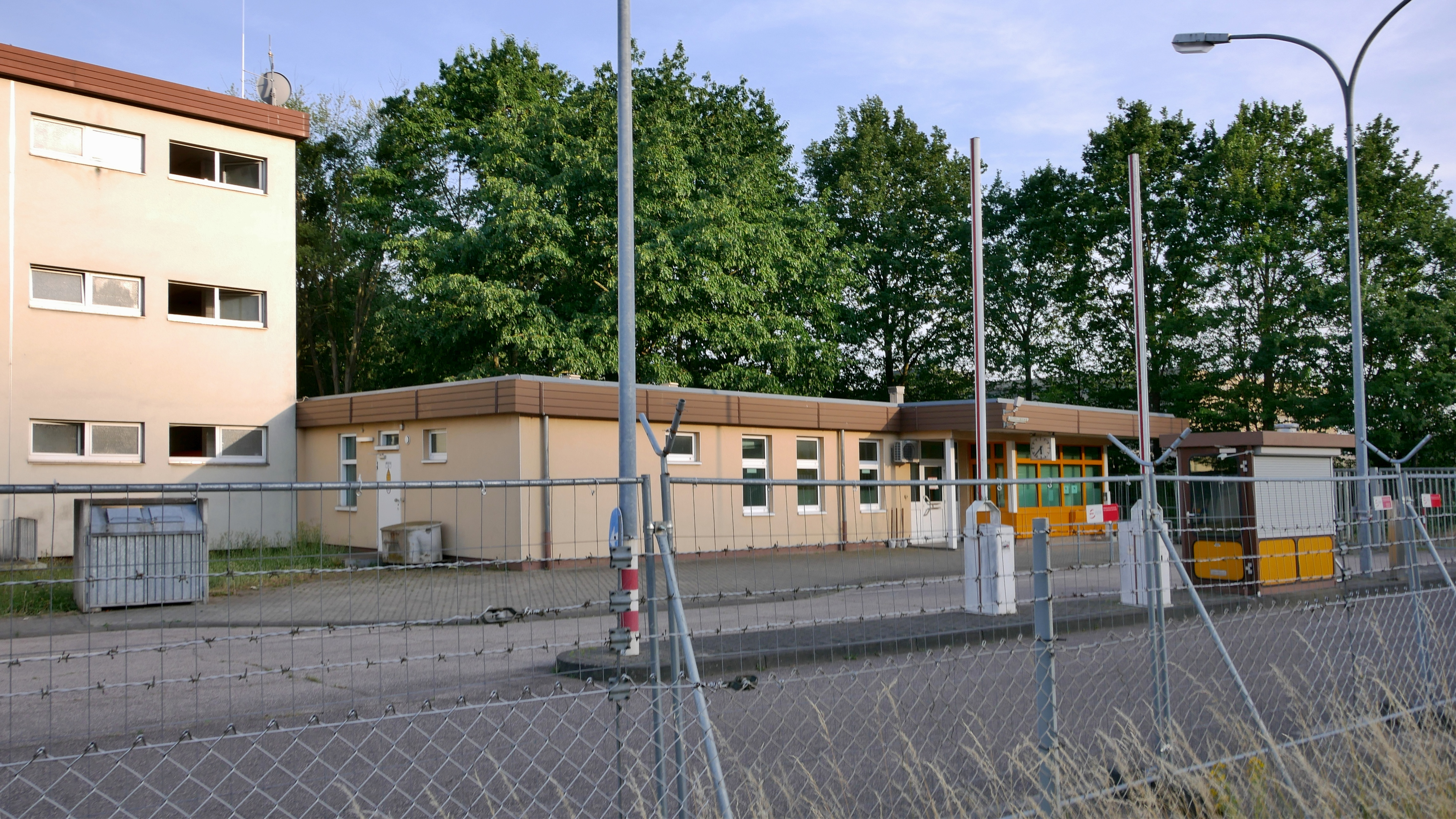
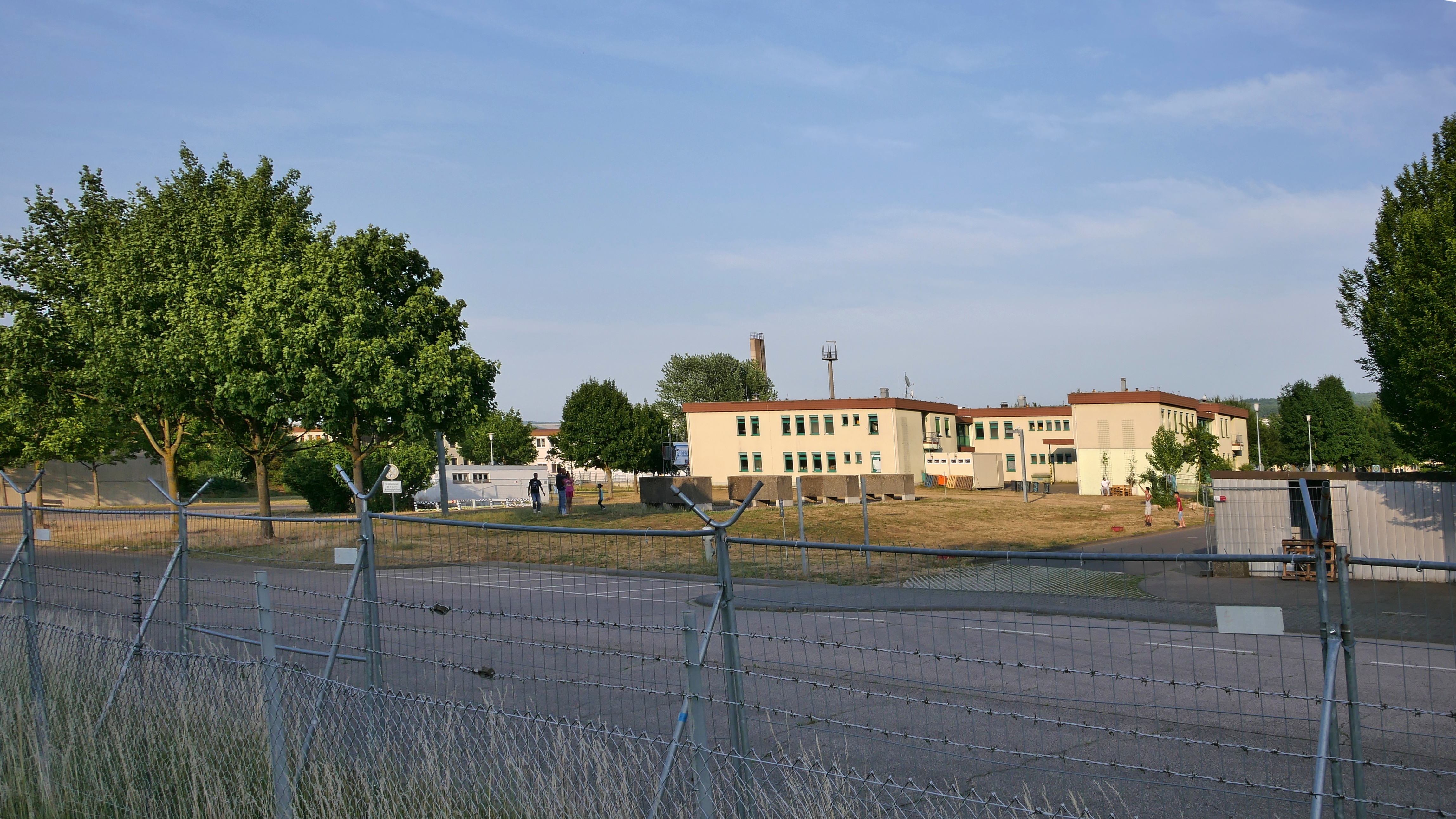
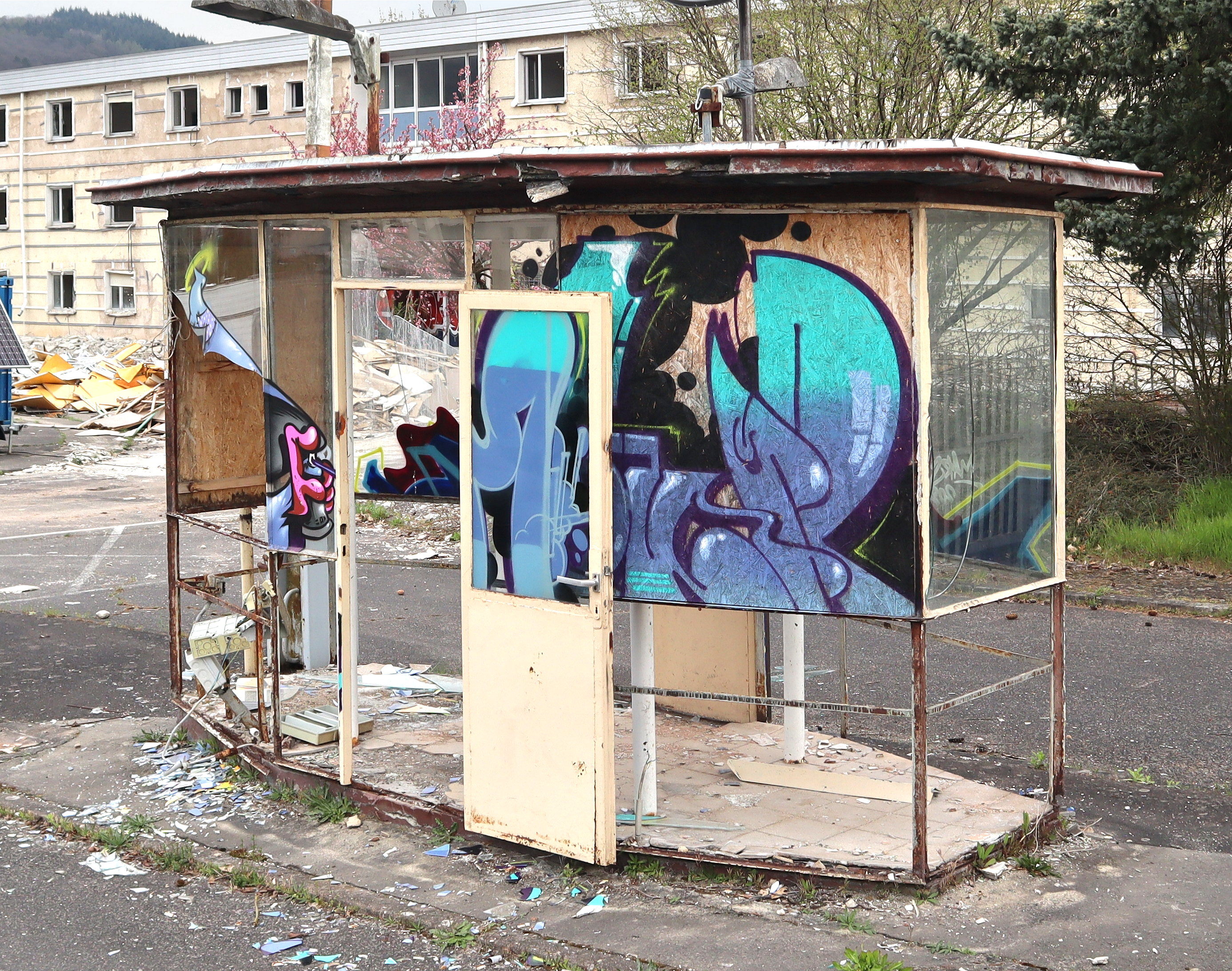
Abriss im Frühjahr 2021

## Stationierte Einheiten
| Langtext | Abkürzung          | Aufstellung     | Auflösung         | am Standort   |
| --- | ------------------ | --------------- | ----------------- | ------------- |
| Fernmeldebereich 70 | FmBer 70           | 1. April 1971   | 31. Juli 2002     | 1971 bis 2002 |
| Fernmeldebereich 92 | FmBer 92           | 1. August 2002  | 31. März 2009     | 2002 bis 2009 |
| Fernmeldedienstgruppe 431/20 | FmDstGrp 431/20    | 1. April 1981   | 30. November 1994 | 1981 bis 1994 |
| Fernmeldekommandantur Trier A | FmKdtr Trier       | 1958            | 1976              | 1958 bis 1976 |
| Fernmeldesektor 62 B | FmSkt 62           | 1. April 1988   | 1. Juli 2002      | 1988 bis 2002 |
| Fliegerführer Süd C | FlgFhr Süd         | 1958            |                   | 1958 bis 1961 |
| Luftwaffensanitätsstaffel Fernmeldebereich 70                                                                                    | LwSanStff FmBer 70 |                 |                   |               |
| Luftwaffensicherungsstaffel 51070                                                                                                | LwSichStff 51070   |                 |                   |               |
| Luftwaffenversorgungsregiment 4                                                                                                  | LwVersRgt 4        | 1. Januar 1959  | 1. Juli 2002      | 1959 bis 1972 |
| Zentrale für Funkanalyse | ZfFu               | 1961            | 1. April 1971     | 1965 bis 1971 |
| Zentralstelle für Bedrohungs-Anpassung von Elektronischem Kampfführungsgerät fliegender Waffensysteme der Luftwaffe und Marine D | ZBA                | 1. Oktober 1980 | 1. April 1988     | 1984 bis 1988 |
| Zentrum Elektronischer Kampf Fliegende Waffensysteme                                                                             | ZEK FlgWaSys       | 1. Juli 2002    | 31. März 2012 E   | 2002 bis 2012 |